# Por Jojo
Por Jojo (título original: Für Jojo) es una película dramática alemana dirigida por Barbara Ott y estrenada en 2022 en la plataforma Netflix. Contó con las actuaciones principales de Caro Cult, Nina Gummich y Steven Sowah. Su estreno internacional ocurrió en el Festival de Cine de Múnich el 24 de junio de 2022, en la sección Neues Deutsches Fernsehen.

## Sinopsis
Paula tiene fuertes sentimientos por su mejor amiga Jojo. Sin embargo, un día se entera de que esta comienza una nueva relación y, atormentada, decide buscar todas las formas posibles para boicotear esa naciente relación entre Jojo y el que parece ser el hombre de sus sueños y con quien planea casarse.

## Reparto
- Caro Cult es Paula
- Nina Gummich es Jojo
- Steven Sowah es Daniel
- Louis Nitsche es Janosh
- Susanne Bredehöft es Annette
- Sidsel Hindhede es Freja
- Kalle Perlmutter es Olli